# Jens Nygaard Knudsen
Jens Nygaard Knudsen (* 25. januar 1942; † 19. februar 2020 i Hvide Sande) var en dansk legetøjsdesigner. Som designer ved Lego stod han blandt andet bag LEGO-figuren, Legos første elektriske togsystem og den originale rumserie, der blev kåret som årets legetøj i 1979.
Knudsen blev i 1968 ansat som designer af Lego i Billund. I begyndelsen byggede han hundrede modelbiler af legosten, hvoraf nogle blev solgt som byggesæt. I 1970erne ekspanderede Lego og udbredte tilbuds-palletten med diverse byggesæt som politistation, brandstation, jernbanestation og lignende, hvoraf en del af dem var designet af Knudsen. Efterhånden blev designerteamet udvidet og opdelt i mindre undergrupper. Han ville hellere arbejde alene og begyndte i 1970erne at udvikle de også i dag kendte Lego-figurer, som i 1978 blev patenteret. Han designede også LEGO Space byggesættene første 358 Rocket Base og 367 Moon Landing sæt. 1979 blev et rumskib med figurerne på legetøjsmessen Nürnberger Spielwarenmesse valgt som „European Toy of the Year“. Senere blev han forfremmet som chefdesigner. I år 2000 blev han pensioneret. Der byggede han videre med Lego-figurerne – delvis også som en fri medarbejder, men mest for sin egen fornøjelses skyld.
Se også: Lego Minifigures
- Knudsens tegning af lego-figuren
- Knudsens tegning af en lego-figuren